# Карпатська бджола
Карпатська бджола (Apis mellifera carpatica) — підвид бджоли медоносної. Природне поширення: підніжжя і гірські райони Карпат, Аборигенна порода; але порода поширилася в інші області України, а також Білорусі та Росії штучним розселенням. Місцева назва: Карпатка.

## Опис
За морфологічними ознаками і походженням близька до країнської бджоли. Пристосована до суворих умов гірських районів, характеризується високою зимостійкістю (пристосована до суворих умов зимівлі з великим безоблітним періодом) і зменшеним споживанням корму взимку. Ще однією перевагою породи вважається той факт, що комахи не вилітають за медом і пилком при поганих погодних умовах. Це дозволяє зберегти кількість робочих бджіл на необхідному рівні.
За розмірами бджоли менші за середньоєвропейських бджіл. Забарвлення хітинового покриву бджіл темно-сіре, без жовтизни, зі сріблястими волосками. Довжина хоботка в середньому 6,3-7,0 мм. Маса плодової матки: в середньому 205 мг. Її плодючість: 1800-2500 яєць на добу.

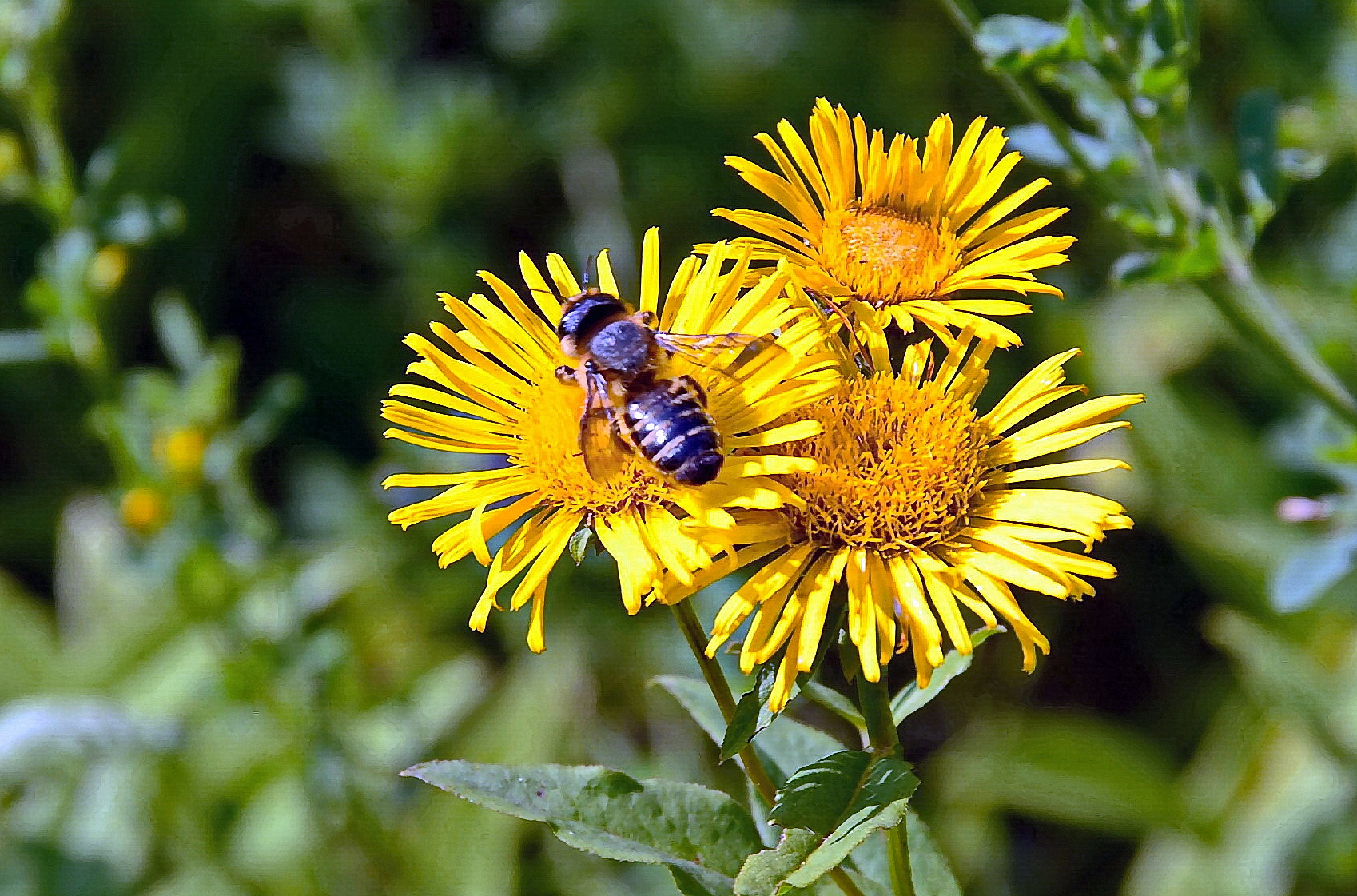
Карпатська бджола (Apis mellifera carpatica) в роботі

Бджоли незлобиві і миролюбні (майже весь сезон сім'ї можна оглядати без лицьової сітки і димаря). В такому випадку комахи спокійно переміщаються по рамках і роблять свою роботу. Також, бджоли пристосовані до пошуків нових скупчень медоносів,мало рояться. Схильні до роїння менше за інші породи. За твердженнями експертів, роїння карпаток починається при повній відсутності взятку.[джерело?] Схильність до крадіжок середня. 
Навесні сім'ї швидко нарощують силу, інтенсивно використовують ранньовесняний медозбір, і зберігають її протягом усього літа. Цю особливість карпатських бджіл використовують для виробництва ранніх пакетів бджіл. Бджоли відрізняються високою продуктивністю на головному взятку (у цьому перевершують інші породи) і «сухою» печаткою меду, переважно білою, іноді змішаною. Слід зазначити, що у розглянутих комах досить довгий хоботок, близько 7 міліметрів, що спрощує видобуток нектару з важкодоступних медоносів. До таких рослин слід віднести бобові культури (горох і квасоля), а також червона конюшина. Порода визнана однією з найкращих, рекомендована для розведення в багатьох зонах з різнотравно-конюшиново-гречаним медозбором.[джерело?]  Не дивлячись на середню несучість матки, сім'я карпаток за один сезон може принести 50 кілограмів меду, і це тільки середньостатистичний результат. При хорошому взятку карпатська порода бджіл може дати і 80 кілограмів меду з сім’ї за сезон.[джерело?]
Також, ця порода пристосована для транспортування на великі відстані, що дуже цінується бджолярами для кочівлі.
Карпатські бджоли слабо уражаються нозематозом.
Порода характеризується підвищеною восковою продуктивністю. Вони добре виробляють віск, поступаючись тільки італійським і європейським темним бджолам. Карпатські бджоли підходять для запилення тепличних рослин, так як швидко пристосовуються до різноманітного клімату.
Прополісування гнізд слабке.

## В дикій природі
Аборигенна порода, являються природним генофондним об"єктом, але ніякого природоохоронного статусу не мають. Академічною наукою, на теренах бувших радянських республік,  в дикій природі не вивчаються. Розглядаються лише, як сільськогосподарська тварина (комаха). Селекція проводиться для збільшення продуктивності, лише за корисними для людини ознаками, таким чином катастрофічно зменшуючи генофонд бджоли медоносної і її підвидів. Через безконтрольний завоз інших підвидів бджоли медоносної, піддається постійній гібридизації, через що ще сильніше скудніє місцевій генофонд, розбавляючись привозним генетичним матеріалом.
Стає менш стійкою до хвороб, з якими боролась сама в дикій природі, без примусового лікування. За останніми дослідженнями професора Томаса Дайера Сіілі (Thomas Dyer Seeley) дикі бджолині сім'ї, проходячи жорнила природного відбору, дуже добре здатні боротись майже з будь якими відомими  хворобами, включаючи і кліща Варроа, Варроатоз (Varroa destructor).
Безконтрольний завоз інших підвидів бджоли медоносної, виявляється основною причиною розповсюдження не характерних хвороб для цієї місцевості, котрі скорочують популяцію, зменшуючи генетичне різноманіття всього підвиду. Штучне лікування хвороб проводиться не завжди екологічними засобами, що теж відємно впливає на здоров'я всієї популяції.
Потребує отримання охоронного статусу. Потребує обов"язкових територій, що охороняються. В дикій природі потребує вивчення і охорони.
Наука має досить обмежену уяву: " як би жили бджоли, якби вони жили без втручання людини?"